# بئر عمر (تبن)

تعديل مصدري - تعديل

بئر عمر هي إحدى قرى عزلة الحوطة بمديرية تبن التابعة لمحافظة لحج، بلغ تعداد سكانها 1000 نسمة حسب تعداد اليمن لعام 2004.

## المحلات التابعة للقرية
قالب:محطة بنزين ناشيونال